# Nouvel hôtel de ville de Munich

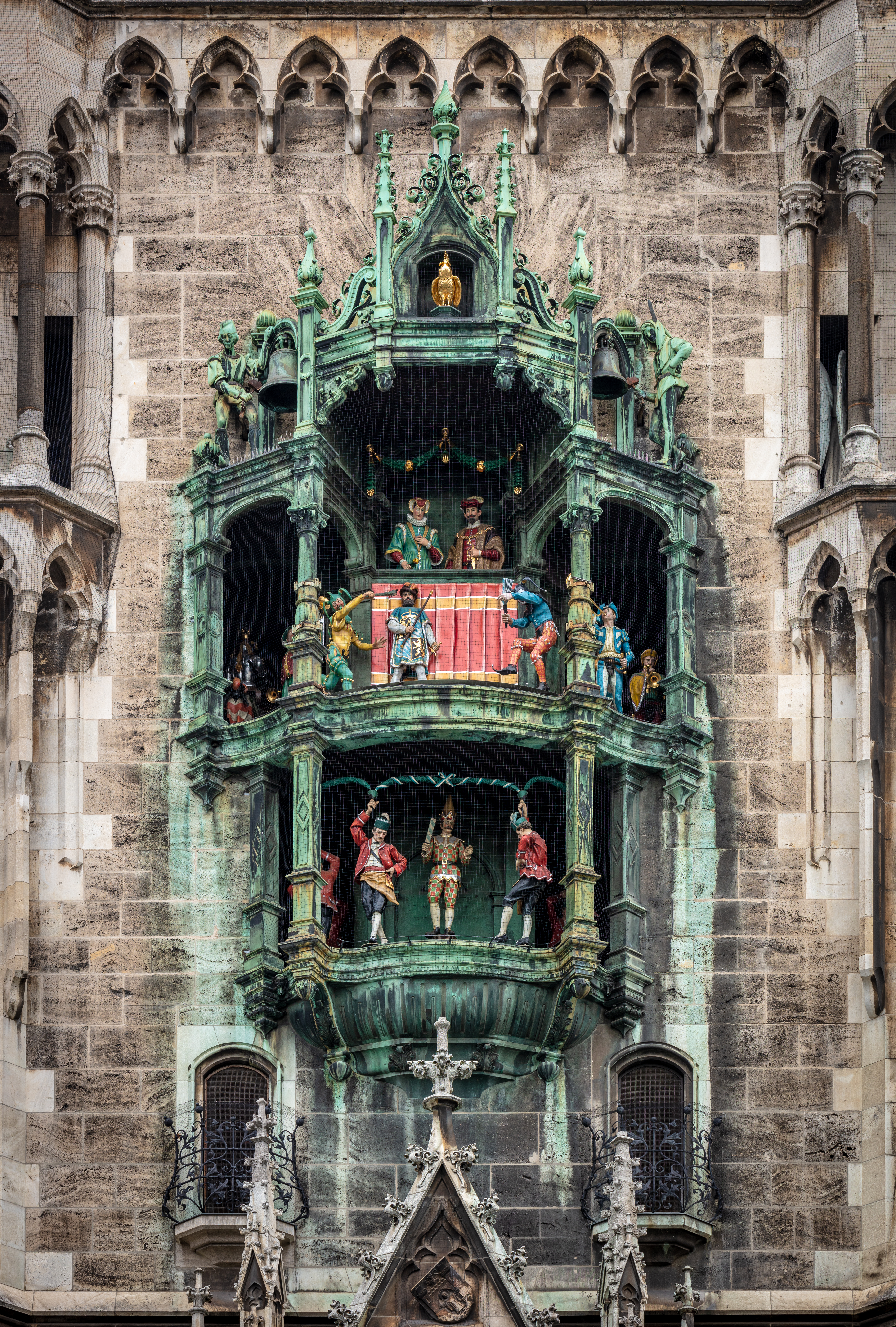
Carillon du nouvel hôtel de ville de Munich. Photo novembre 2019.

Le nouvel hôtel de ville (Neues Rathaus en allemand) est la mairie de la ville de Munich, située au nord de la Marienplatz. Comme pour l'hôtel de ville de Vienne, son architecture s'inspire largement de celle de l'hôtel de ville gothique de Bruxelles érigé au XVe siècle. Il accueille le conseil communal, les bureaux du maire et une partie de l'administration de la ville depuis 1874, date de leur transfert depuis l'ancien hôtel de ville.

## Architecture
Il a été construit entre 1867 et 1908 par Georg von Hauberrisser (de) en style néogothique. Il couvre une superficie de 9159 m² comportant 400 salles. Sa façade se déploie sur 100 mètres de long et sa tour principale s'élève à 85 mètres de hauteur.

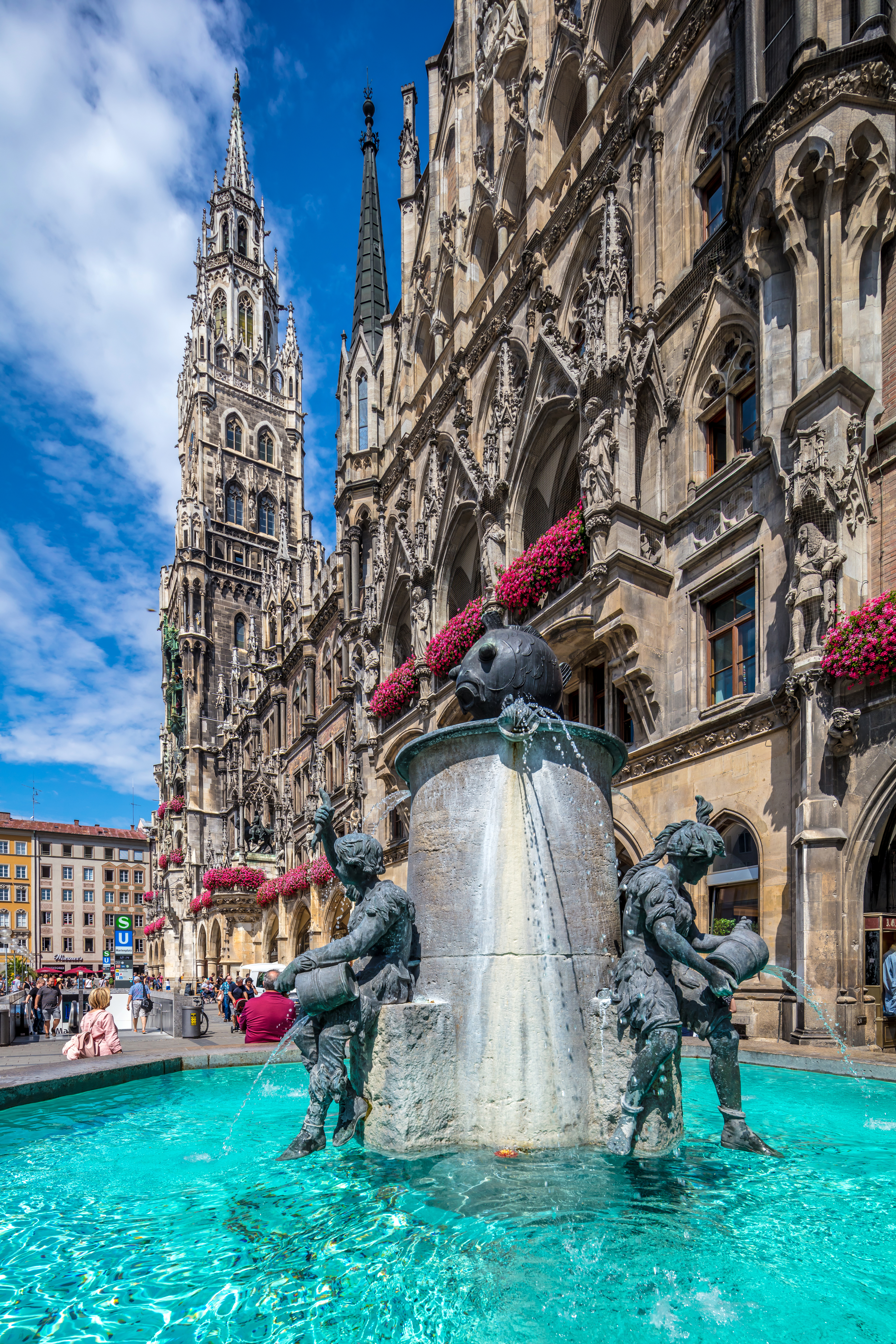
Munich, Fischbrunnen et nouvel Hôtel de Ville

La façade principale est placée vers la place, tandis que la face arrière est adjacente à un petit parc (Marienhof). Le sous-sol est presque entièrement occupé par un grand restaurant appelé Ratskeller. Au rez-de-chaussée, certaines pièces sont louées pour des petites entreprises. Au rez-de-chaussée se trouvent également les principales informations touristiques officielles.
Le premier étage abrite un grand balcon donnant sur la Marienplatz qui est utilisé pour les grands festivals tels que les championnats de football ou pour les concerts pendant le Weihnachtsmarkt. Sa tour principale a une hauteur de 85 m et est accessible aux visiteurs avec un ascenseur. Au sommet trône le Münchner Kindl. L'horloge Rathaus-Glockenspiel, créée en 1908, carillonne tous les jours à 11h, 12h et 17h, et est une attraction touristique populaire.

## Galerie

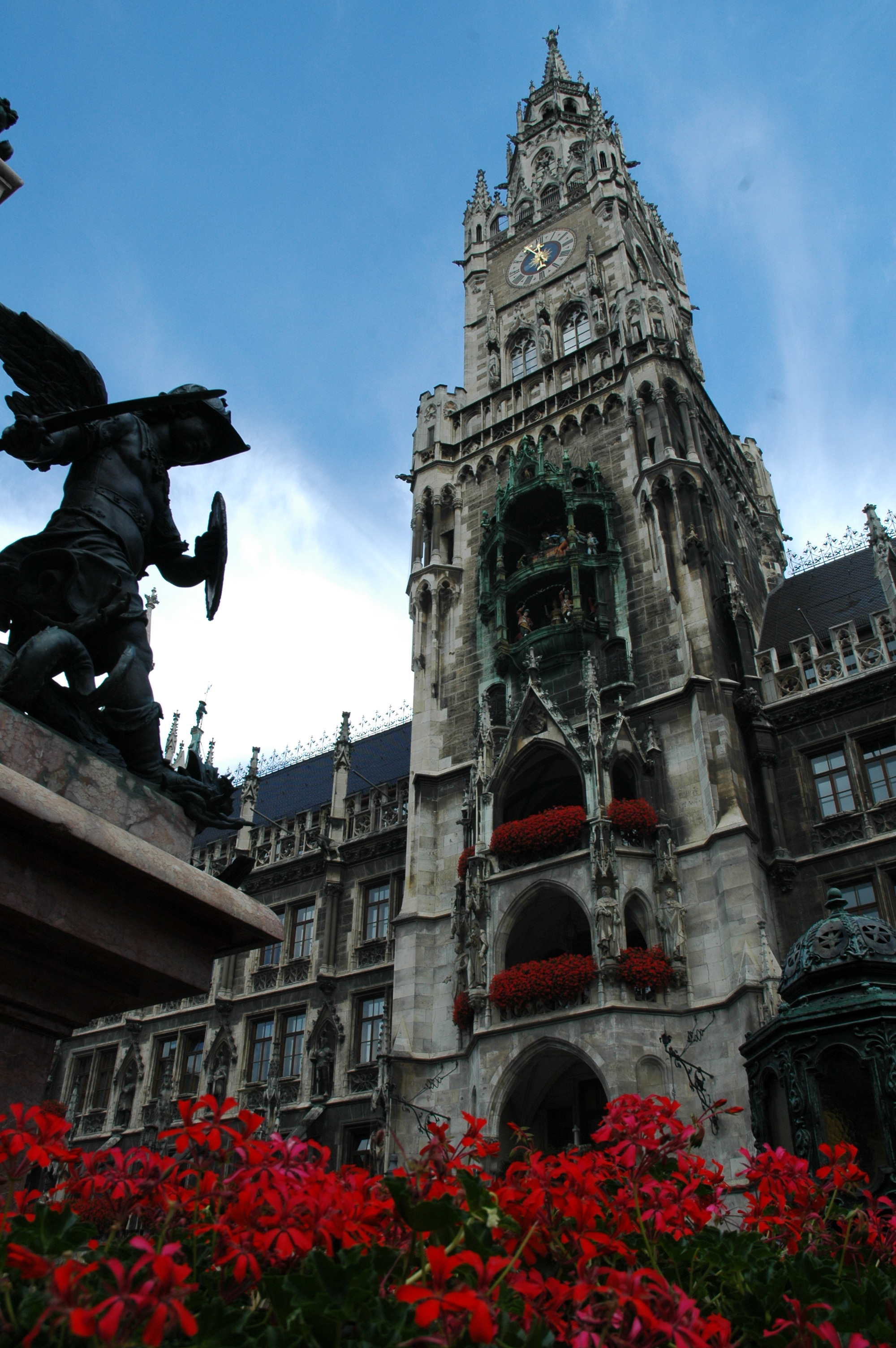
Le Neues Rathaus
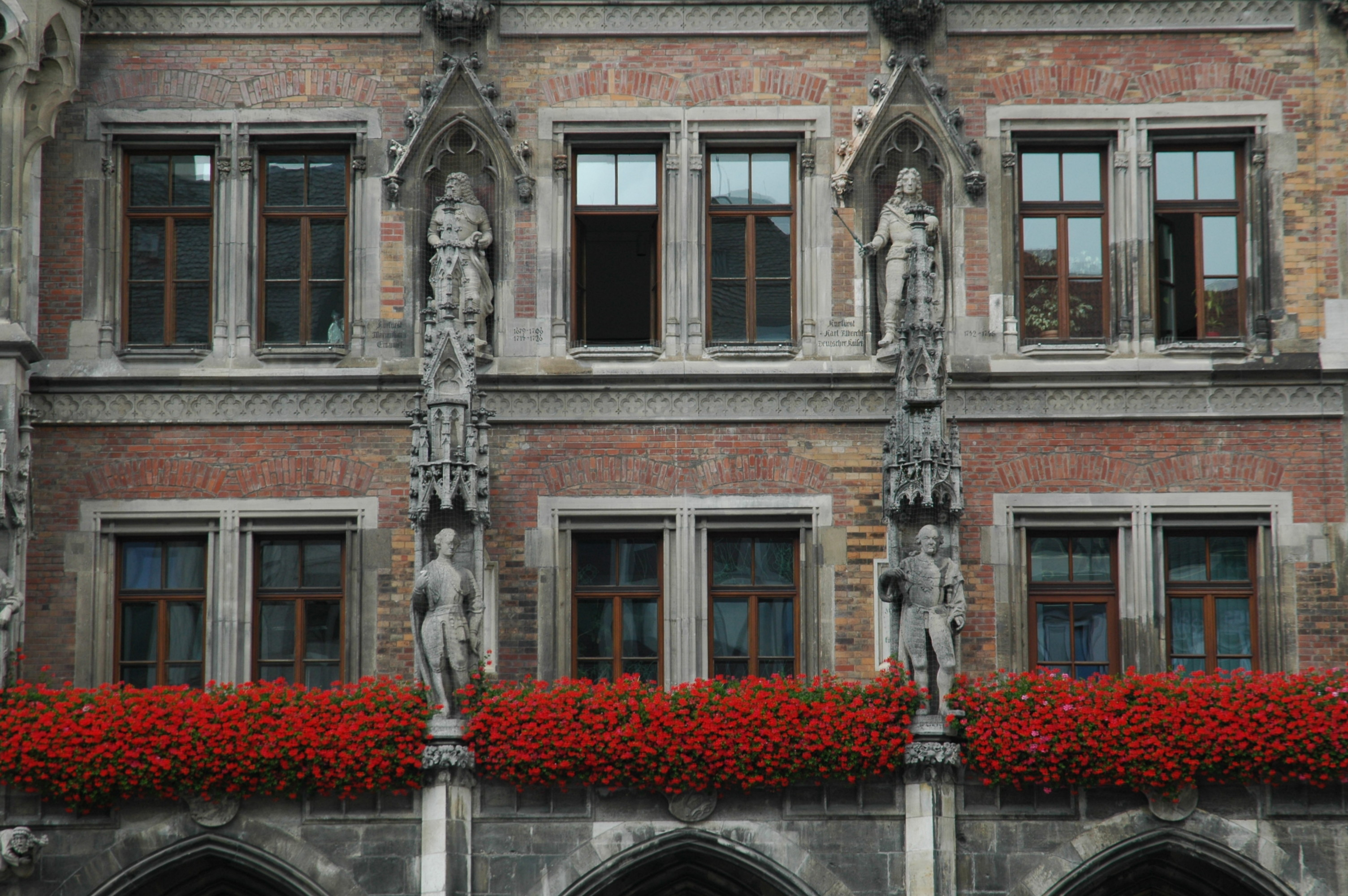
Fenêtres de l'hôtel de ville
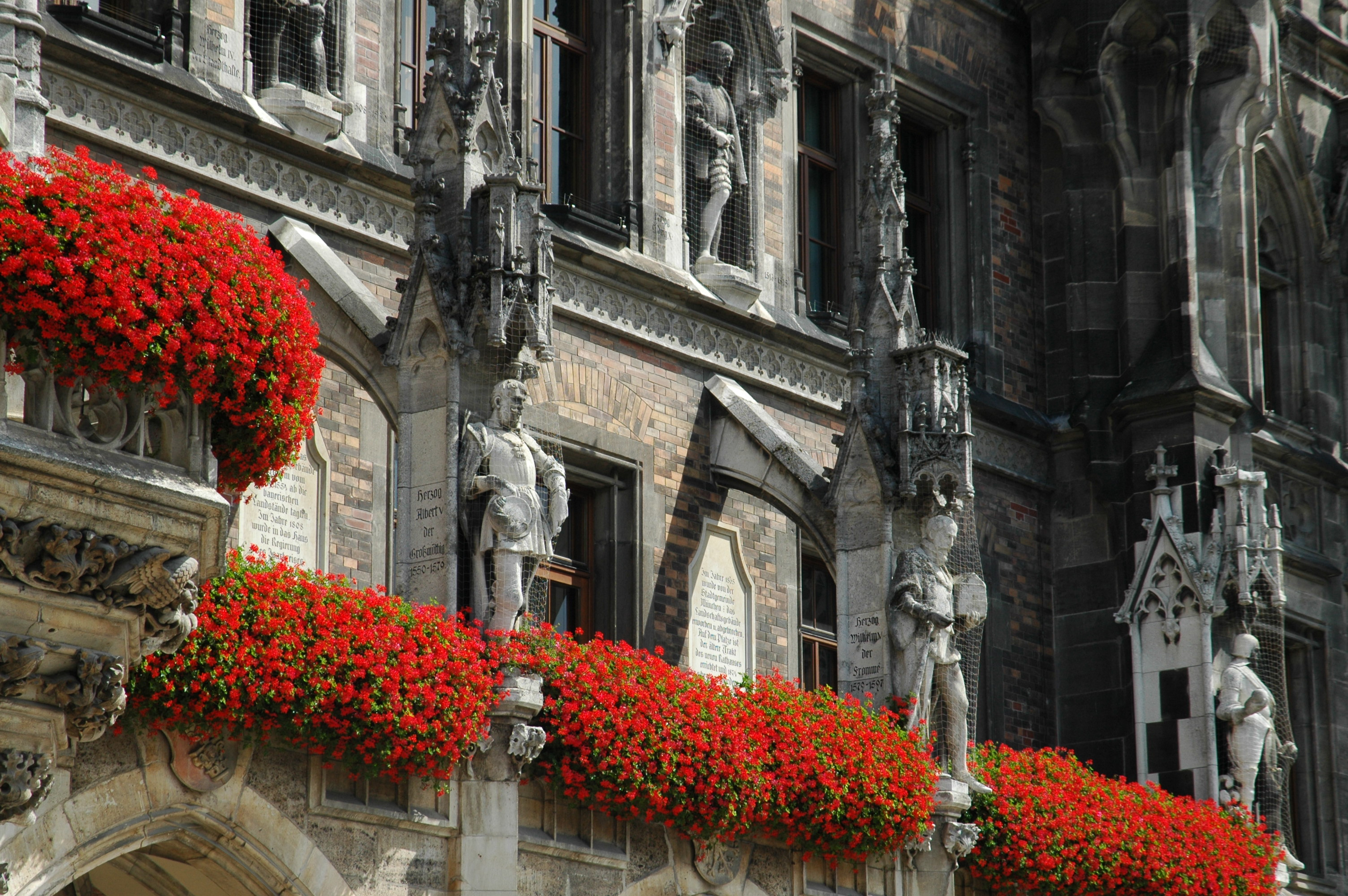
Détail du Neues Rathaus à Munich